# Млади папа
Млади папа (енгл. The Young Pope) је телевизијска серија коју је створио Паоло Сорентино. Глумачку поставу предводе Џуд Ло и Дајана Китон. Произведена је у копродукцији између Италије, Француске и Шпаније.
Серија је добила изузетно позитивне рецензије критичара, док су је поједини критиковали да промовише антикатолицизам. Иако је најављена као серија с ограниченим трајањем, након великог успеха најављен је њен наставак под називом Нови папа.

## Радња
Папа Пије XIII, који иако има дубоке сумње у постојање Бога, планира да својим неуобичајеним поступцима и конзервативном политиком врати римокатоличкој цркви њену стару славу. Са својих 47 година он је најмлађи папа у историји цркве и први Американац изабран на њено чело. Борећи се сопственим психолошким демонима и осећајем одбачености, папа Пије се суочава са новим непријатељима међу кардиналима, којима се не допада нова папина политика.

## Улоге
| Глумац         | Улога              |
| -------------- | ------------------ |
| Џуд Ло         | Пије               |
| Дајана Китон   | Мери               |
| Силвио Орландо | Анџело Војело      |
| Хавијер Камара | Бернандо Гутијерез |
| Скот Шеперд    | Ендру Дусолије     |
| Сесил де Франс | Софија Дубојс      |
| Лудивин Сањије | Естер              |
| Тони Берторели | Калтанисета        |
| Џејмс Кромвел  | Мајкл Спенсер      |
| Стефано Акорси | премијер Италије   |